# 錢澄之

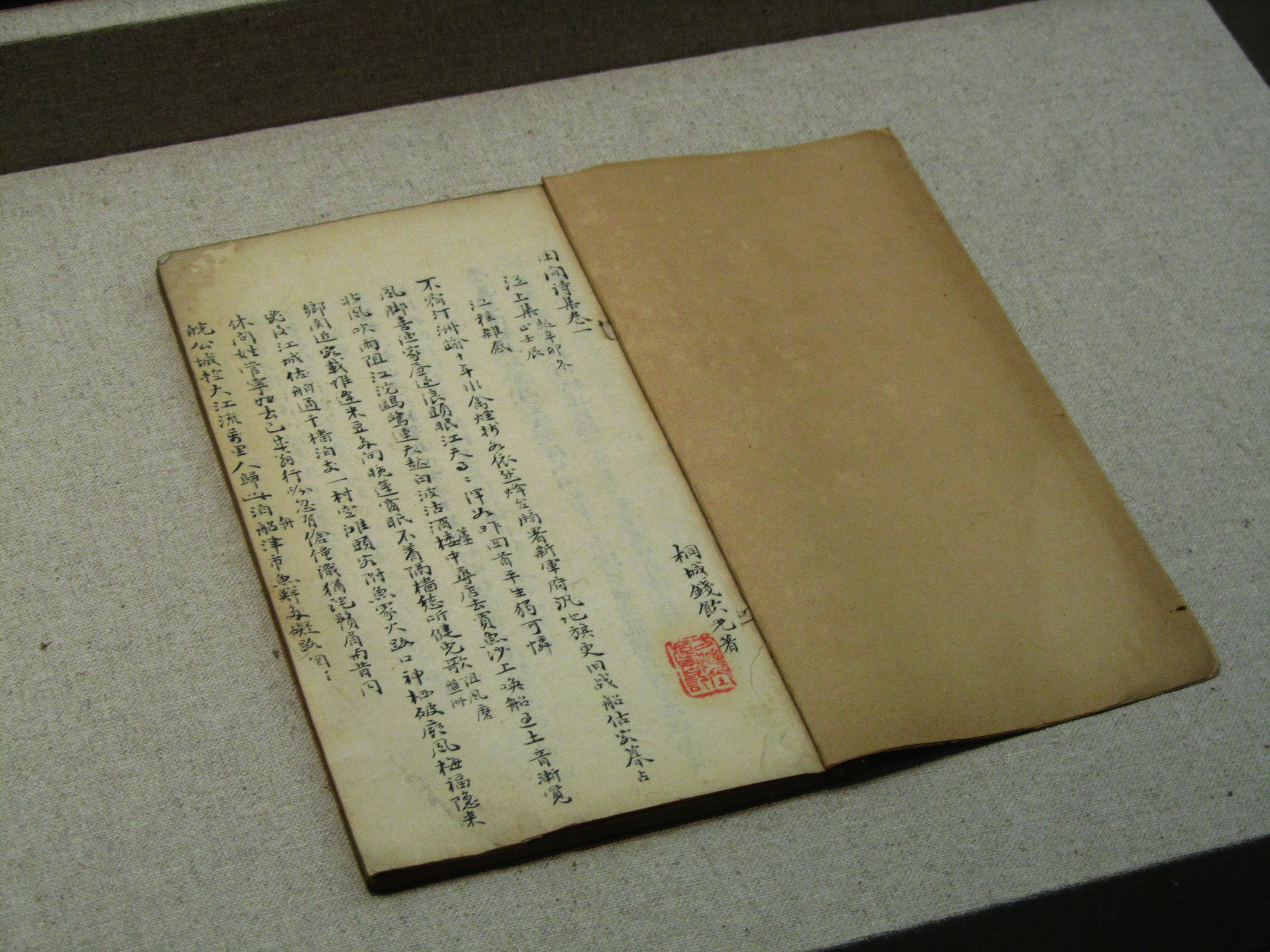
錢澄之所著《田间诗集》，藏于合肥安徽博物院。

錢澄之（1612年—1693年9月30日），初名秉鐙，字幼光；後改名澄之，字飲光，號田間，又號西頑道人，安徽桐城樅陽人，明朝末年詩人、官員。

## 生平
錢澄之生于明万历四十年(1612)，自小隨父讀書，十一歲能寫文章，崇祯时中秀才。明崇祯初年，与方以智、孙临、方文、周岐等人成立诗社泽社。崇禎五年（1632年）加入復社。後來因為反對馬士英、阮大鋮而逃亡至嘉善。
弘光元年（清順治二年，1645年）清軍攻陷南京後，錢澄之參加錢棅組織的抗清活动，不久兵败，先後投奔朱聿鍵和永曆帝，在永曆政權担任翰林院庶吉士。清軍攻佔桂林後剃髮為僧。順治八年（1651年）返鄉。

## 著作
錢澄之诗文尤负重名，與徐元文有書信往來，《与徐公肃司成书》曾披露顾炎武偏激的一面。王夫之推崇他“诗体整健”。著有《田间集》、《田间诗集》、《田间文集》、《藏山阁集》、《所知录》等。

## 家族
父錢志立，万历间诸生。

## 延伸阅读
[在维基数据编辑]
 《清史稿/卷500》，出自趙爾巽《清史稿》